# 戸川重明
戸川 重明（とがわ しげあきら、寛永8年（1631年） - 正徳5年10月28日（1715年11月23日）は、江戸時代前期の幕臣（旗本）。通称は平三郎、のち十兵衛、内蔵助など。諱は安明とも。雅号は道安。
小出重堅の次男として生まれ、戸川安尤の養子となった。子に戸川安貞、戸川安通、戸川安晴など。
慶安4年（1651年）書院番士になる。のちに御先鉄砲頭となり布衣の着用を許される。
承応3年（1654年）東高梁川の氾濫の余波を受け領内の年貢米は50石という著しい損害を被った。
知行地の早島は、当時干潟の広がる海沿いの地であるため、収入の増微を目指し新田開発に勤しんだ。主なもので早島西方の早島新田（承応元年（1652年）・この地は後に西田村（岡山県倉敷市）となった）、早島南方の久々原新田（寛文3年（1663年））、葭野新田（寛文4年（1664年））、早島大新田（のちの前潟新田・寛文7年（1667年））などである。そのおかげで元禄2年（1689年）には、家臣への支給米を知行高の30%から35%に増やしている。
元禄8年（1695年）、江戸屋敷が類焼により焼失した。
元禄15年（1702年）3月に隠居し、跡目は子の安貞に継がせた。また、幕府より隠居料として米300俵を与えられる。
正徳5年（1715年）10月28日没。

## 系譜
- 父：小出重堅
- 母：秋田盛季養女（佐治一成娘）
- 養父：戸川安尤
- 妻：戸川安尤の娘
- 後妻：岡氏
  - 三男：戸川安貞
  - 六男：戸川安通
  - 七男：戸川安晴